# Елчев, Виктор Алексеевич
Виктор Алексеевич Елчев (род. 29 января 1941, Аргаш, Куйбышевская область) — советский хозяйственный, государственный и политический деятель.

## Биография
Родился в 1941 году в селе Аргаш. Член КПСС.
С 1968 года — на хозяйственной, общественной и политической работе. В 1968—2000 гг. — инструктор, заведующий отделом Горьковского обкома КПСС, инструктор отдела организационно-партийной работы ЦК КПСС, второй секретарь Марийского обкома КПСС, заместитель Руководителя Аппарата Государственной Думы Федерального Собрания Российской Федерации, действительный государственный советник Российской Федерации 1-го класса.